# Сунженски хребет
Су̀нженският хребет (на руски: Сунженский хребет) е нископланински хребет в южната част на Предкавказието, простиращ се на протежение около 110 km между долината на река Терек на запад и района на град Грозни на изток.
На юг е ограничен от долината на река Сунжа (десен приток на Терек), а на север от Алхантчуртската долина. Административно попада в пределите на Кабардино-Балкария (източната ѝ част), Северна Осетия (северната ѝ част), Ингушетия (северната ѝ част) и Чечения (северозападната ѝ част). Максимална височина връх Заманкул m (43°22′44″ с. ш. 44°24′19″ и. д. / 43.378889° с. ш. 44.405278° и. д.), разположен на 3 km северно от село Заманкул в Северна Осетия. Изграден е от негенови шистови глини и пясъчници. Най-високите му части са на запад, а на изток постепенно се понижава и преминава в ниски хълмове. Склоновеге му са заети от степна растителност, западните му приповдигнати части са обрасли с вторични пасища, а по долините на малките реки има участъци от широколистни (дъб, габър и др.) гори.

## Топографски карти
- К-38-А М 1:500000[2]
- К-38-Б М 1:500000[3]